# Aciagrion pallidum
Aciagrion pallidum là một loài chuồn chuồn kim trong họ Coenagrionidae.
Loài này được xếp vào nhóm Loài ít quan tâm trong sách Đỏ của IUCN năm 2010.
Aciagrion pallidum is in 1891 voor het eerst wetenschappelijk beschreven door Selys.